# Mörtitz

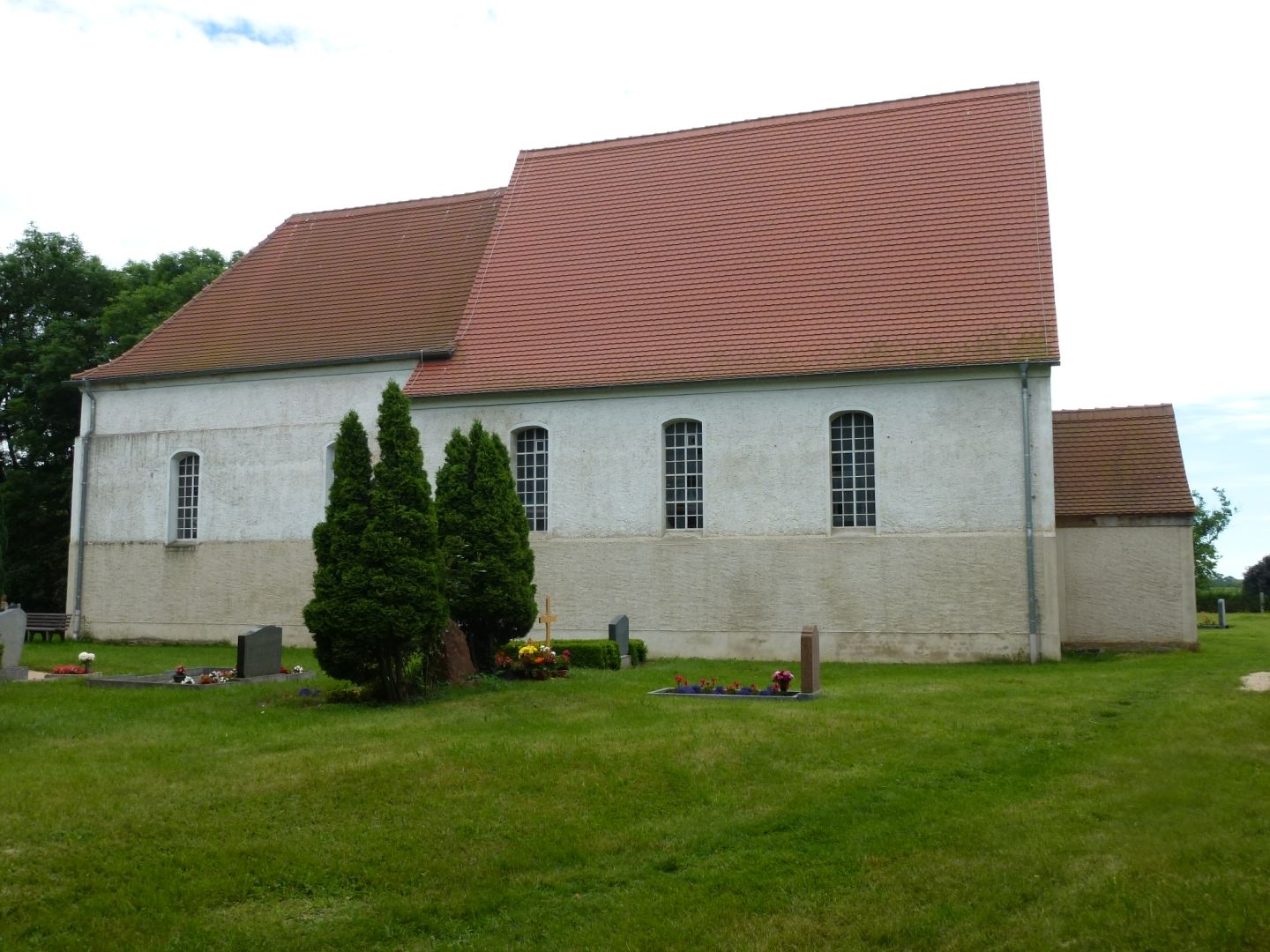
Kirche

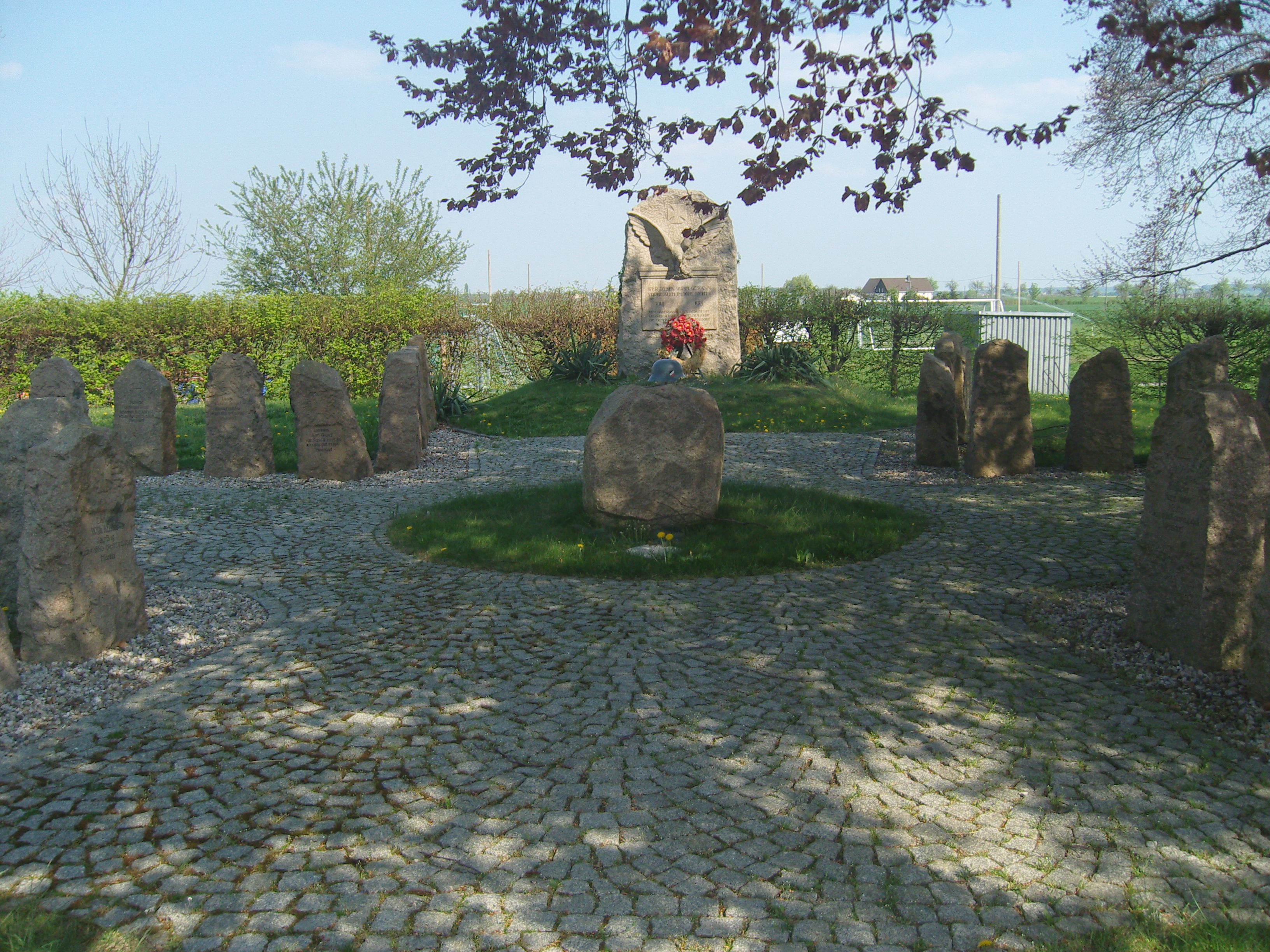
Kriegerdenkmal für die Gefallenen des Ersten Weltkrieges

Mörtitz ist ein Ortsteil der Gemeinde Doberschütz im Landkreis Nordsachsen des Freistaates Sachsen. Der Ortsteil Mörtitz besteht aus den Siedlungsbereichen Mörtitz, Mensdorf und Rote Jahne.

## Geografische Lage
Mörtitz liegt nördlich der Stadt Eilenburg. Im Westen fließt die Mulde am Ort vorbei. Im Osten führt die Staatsstraße 11 (Eilenburg–Bad Düben) vorbei. Jenseits dieser Straße verläuft die Bahnstrecke Pretzsch–Eilenburg, an der früher ein Haltepunkt Mörtitz existierte. Der nächste Bahnhof ist heute Eilenburg Ost. Östlich der Bahnstrecke beginnt der Naturpark Dübener Heide. Der Militärflugplatz Eilenburg, der sich östlich von Mörtitz im Ortsteil Rote Jahne befand, wurde von der NATO als Mörtitz bezeichnet. Südlich von Mörtitz verlief eine Strategische Bahnstrecke nach Kospa.

## Geschichte
Mörtitz wurde 1260 erstmals urkundlich erwähnt, Mensdorf 1314. Das Dorf gehörte bis 1815 zum kursächsischen bzw. königlich-sächsischen Amt Eilenburg. Durch die Beschlüsse des Wiener Kongresses kam es zu Preußen und wurde 1816 dem Kreis Delitzsch im Regierungsbezirk Merseburg der Provinz Sachsen zugeteilt, zu dem es bis 1952 gehörte.
1936 wurden Mensdorf und Rote Jahne nach Mörtitz eingemeindet. Nach dem Zweiten Weltkrieg lag die Einwohnerzahl Mörtitz’ bei knapp über 1.000. Im Zuge der zweiten Kreisreform in der DDR im Jahr 1952 wurde Mörtitz mit Mensdorf und Rote Jahne dem Kreis Eilenburg im Bezirk Leipzig angeschlossen, welcher 1994 im Landkreis Delitzsch aufging. Am 1. Januar 1996 erfolgte die Zusammenlegung mit fünf weiteren Gemeinden zur Gemeinde Doberschütz.

## Sehenswürdigkeiten
Die Kirche besitzt keinen Glockenturm. Nach dem Hochwasser 2002 wurde sie 2008 wieder eingeweiht.
In Mörtitz befindet sich ein Kriegerdenkmal für die Gefallenen des Ersten Weltkriegs, bei dem jedem Gefallenen ein Stein gesetzt ist. Des Weiteren gibt es eine Gedenktafel für die Gefallenen des Zweiten Weltkriegs.